# Giải Kim Tử Kinh
Giải Kim Tử Kinh (giản thể: 金紫荆奖; phồn thể: 金紫荊獎, tiếng Anh: Golden Bauhinia Awards) là một liên hoan phim Hồng Kông được tổ chức bởi Hiệp hội phê bình phim Hồng Kông. Lễ trao giải đầu tiên diễn ra vào năm 1996.
Giải thưởng đã thu hút nhiều sự tranh cãi vào năm 2007, khi 10 đề cử được trao cho bộ phim Exodus của Bành Hạo Tường trước khi nó được công chiếu ở bất kỳ đâu và giải thưởng Bộ phim hay nhất được trao cho 3 bộ phim. Từ đây, Hiệp hội đã cho đình chỉ giải thưởng cho đến khi có thông báo mới

## Lễ trao giải
| Năm  | Phim xuất sắc                      | Đạo diễn xuất sắc                                | Biên kịch xuất sắc                                                        | Quay phim xuất sắc                                 | Giải Thành tựu     |
| ---- | ---------------------------------- | ------------------------------------------------ | ------------------------------------------------------------------------- | -------------------------------------------------- | ------------------ |
| 2007 | Lưu vong Phụ tử Binh pháp Mặc công | Đỗ Kỳ Phong (Lưu vong)                           | Đàm Gia Minh (Phụ tử)                                                     | Lưu Vĩ Cường (Thương Thành)                        | Địch Long          |
| 2006 | Xã hội đen                         | Trần Khả Tân (Nếu như yêu)                       | Du Ái Hải, Diệp Thiên Thành (Xã hội đen)                                  | Bảo Đức Hi (Nếu như yêu)                           | Dư Mộ Vân (余慕雲) |
| 2005 | Tuyệt đỉnh Kungfu                  | Nhĩ Đông Thăng (Giang hồ thù sát)                | Bành Hạo Tường (Sự trả thù của nàng công chúa)                            | Christopher Doyle (2046)                           | Lưu Gia Lương      |
| 2004 | Biệt đội cơ động                   | Đỗ Kỳ Phong (Biệt đội cơ động)                   | Du Ái Hải, Au Kin-yee (Biệt đội cơ động)                                  | Arthur Wong (Luyến chi phong cảnh)                 | Tạ Hiền            |
| 2003 | Vô gián đạo                        | Lưu Vĩ Cường, Mạch Triệu Huy (Vô gián đạo)       | Trang Văn Cường, Mạch Triệu Huy (Vô gián đạo)                             | Christopher Doyle (Anh hùng)                       | Hồ Phong           |
| 2002 | Đội bóng Thiếu Lâm                 | Châu Tinh Trì (Đội bóng Thiếu Lâm)               | Cốc Đức Chiêu, Bành Hạo Tường (You Shoot, I Shoot)                        | Chung Hữu Thiêm (Du viên kinh mộng)                | Vương Thiên Lâm    |
| 2001 | Ngọa hổ tàng long                  | Lý An (Ngọa hổ tàng long)                        | Trần Quả (Durian Durian)                                                  | Christopher Doyle, Lý Bình Tân (Tâm trạng khi yêu) | Tào Đạt Hoa        |
| 2000 | Sinh hỏa                           | Đỗ Kỳ Phong (Sinh hỏa)                           | Diệp Cẩm Hồng (Bán chi yên) Du Ái Hải (Giây phút đoạt mệnh)               | Cheng Siu-Keung (Sinh hỏa)                         | Bảo Phương (鮑方)  |
| 1999 | Dã thú đặc cảnh                    | Trần Gia Thượng, Lâm Siêu Hiền (Dã thú đặc cảnh) | Du Ái Hải, Tư Đồ Cẩm Nguyên, Chow Hin-Yan (Phi thường đột nhiên)          | Mã Sở Thành (Đô thị thủy tinh)                     | Hồ Bằng (胡鵬)     |
| 1998 | Made in Hong Kong                  | Trần Quả (Made in Hong Kong)                     | Vi Gia Huy, Trâu Khải Quang, Tư Đồ Cẩm Nguyên (Too Many Ways to Be No. 1) | Christopher Doyle (Xuân quang xạ tiết)             | Lư Đôn (盧敦)      |
| 1997 | Điềm mật mật                       | Trần Khả Tân (Điềm mật mật)                      | Ivy Ho (Điềm mật mật)                                                     | Mã Sở Thành (Điềm mật mật)                         | Trương Triệt       |
| 1996 | Summer Snow                        | Hứa An Hoa (Summer Snow)                         | Chan Man-Keung (Summer Snow)                                              | Christopher Doyle (Đọa lạc thiên sứ)               | Thạch Kiên         |

|      | Diễn viên chính xuất sắc                                         | Diễn viên chính xuất sắc                                        | Diễn viên phụ xuất sắc                  | Diễn viên phụ xuất sắc               |
| Năm  | Nam                                                              | Nữ                                                              | Nam                                     | Nữ                                   |
| ---- | ---------------------------------------------------------------- | --------------------------------------------------------------- | --------------------------------------- | ------------------------------------ |
| 2007 | Lưu Thanh Vân (Tôi muốn thành danh)                              | Củng Lợi (Hoàng Kim Giáp) Thái Trác Nghiên (Diễn viên thực thụ) | Ian Gouw (Phụ tử)                       | Châu Tấn (Dạ yến)                    |
| 2006 | Nhậm Đạt Hoa (Xã hội đen)                                        | Châu Tấn (Nếu như yêu)                                          | Huỳnh Thu Sinh (Khúc cua quyết định)    | Mao Thuấn Quân (Hai tâm hồn non trẻ) |
| 2005 | Lương Triều Vỹ (2046)                                            | Lưu Nhược Anh (Thiên hạ vô tặc)                                 | Nguyên Hoa (Tuyệt đỉnh Kungfu)          | Bạch Linh (Dumplings)                |
| 2004 | Nhậm Đạt Hoa Biệt đội cơ động                                    | Trương Bá Chi Không thể quên                                    | Lâm Tuyết Biệt đội cơ động              | Thiệu Mỹ Kỳ Biệt đội cơ động         |
| 2003 | Lương Triều Vỹ (Vô gián đạo)                                     | Lý Tâm Khiết (Con mắt âm dương)                                 | Huỳnh Thu Sinh (Vô gián đạo)            | Lâm Gia Hân (Khúc nhạc tháng 7)      |
| 2002 | Hồ Quân Lam Vũ                                                   | Trương Ngải Gia Forever and Ever                                | Hoàng Nhất Phi Đội bóng Thiếu Lâm       | Hà Siêu Nghi Forever and Ever        |
| 2001 | Lưu Đức Hoa (A Hổ)                                               | Tần Hải Lộ (Durian Durian)                                      | Ngô Trấn Vũ (Công nguyên 2000)          | Chương Tử Di (Ngọa hổ tàng long)     |
| 2000 | Lưu Thanh Vân (Tái kiến A Lang) Huỳnh Thu Sinh (Ordinary Heroes) | Lý Lệ Trân (Ordinary Heroes)                                    | Trương Diệu Dương (Sinh hỏa)            | La Lan (Bạo liệt hình cảnh)          |
| 1999 | Huỳnh Thu Sinh (Dã thú đặc cảnh)                                 | Ngô Quân Như (Hồng Hưng Thập tam muội)                          | Đàm Diệu Văn (Dã thú đặc cảnh)          | Thư Kỳ (Đô thị thủy tinh)            |
| 1998 | Lương Triều Vỹ (Xuân quang xạ tiết)                              | Lưu Gia Linh (The Intimates)                                    | Ngô Trấn Vũ (Too Many Ways to Be No. 1) | Mai Diễm Phương (Bán sanh duyên)     |
| 1997 | Trịnh Tắc Sĩ (The Log)                                           | Trương Mạn Ngọc (Điềm mật mật)                                  | Tăng Chí Vĩ (Điềm mật mật)              | Thư Kỳ (Sắc tình nam nữ)             |
| 1996 | Châu Tinh Trì (Đại thoại Tây du) Roy Chiao (Summer Snow)         | Josephine Siao (Summer Snow)                                    | Chin Ka-lok (Liệt hỏa chiến xa)         | Mạc Văn Úy (Đọa lạc thiên sứ)        |